# Kocsér
Kocsér is een plaats (község) en gemeente in het Hongaarse comitaat Pest. Kocsér telt 2057 inwoners (2001).